# Contrarreloj por equipos élite femenina en el Campeonato Mundial de Ruta

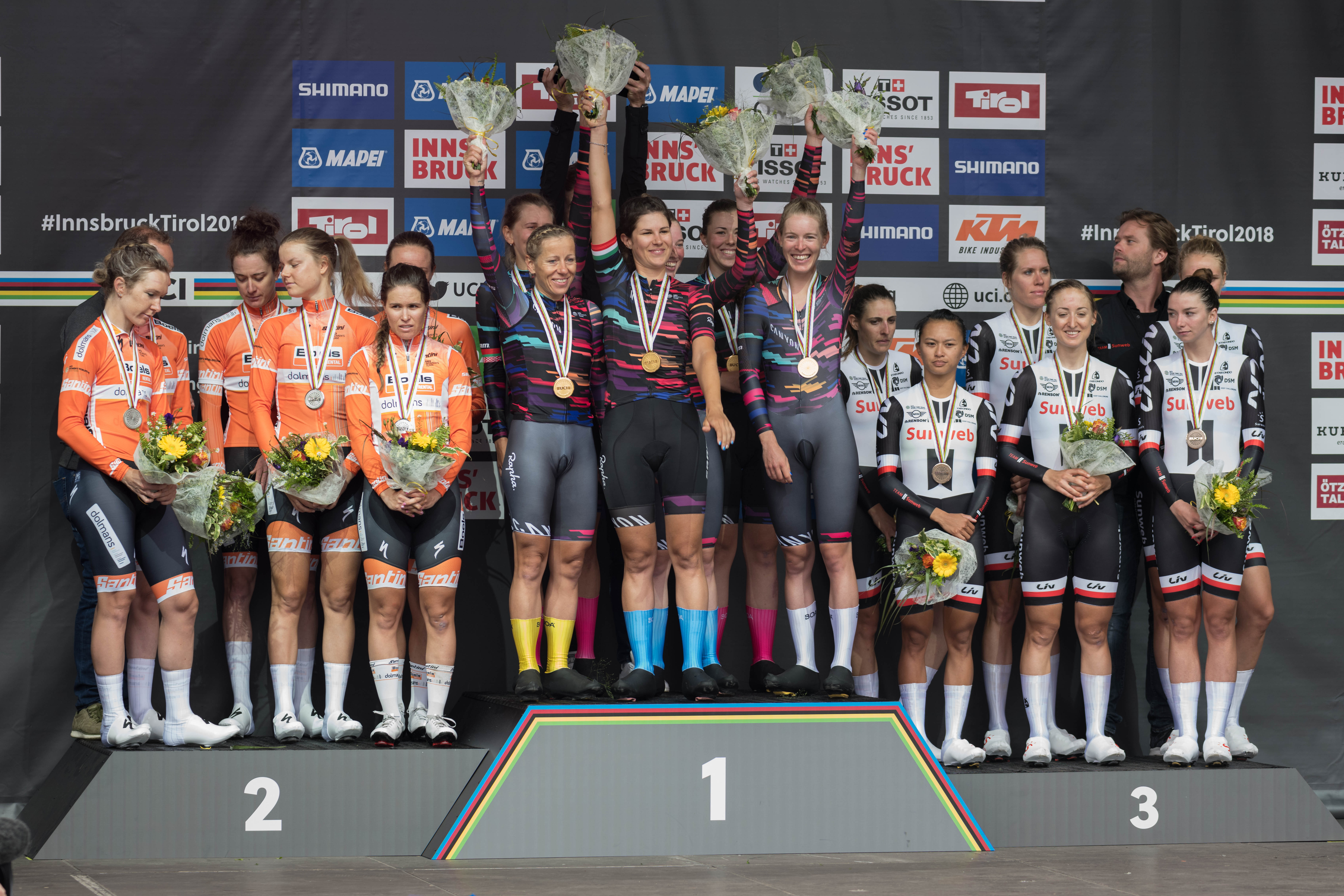
Campeonato Mundial de Ciclismo en Ruta UCI 2018, Innsbruck/Tirol, Contrarreloj por Equipos Femenino. Ceremonia de Entrega de Premios.

La prueba de contrarreloj por equipos élite masculina en el Campeonato Mundial de Ciclismo en Ruta se realizó en dos períodos desde el Mundial de 1962 hasta el de 2018.
Entre las ediciones de 1987 y 1994 competían selecciones nacionales amateurs. A partir del Mundial de 2012 se volvió a correr esta prueba, pero con la variante de que no la disputaban las selecciones, sino equipos profesionales. Tras la edición de 2018 se decidió no organizar más esta carrera, siendo sustituida en 2019 por una contrarreloj por equipos nacionales mixtos, conformados por tres hombres y tres mujeres que corren en formato de relevos.

## Palmarés

### Equipos nacionales
| Núm.     | Año         | Sede                    | Oro            | Plata          | Bronce         |
| -------- | ----------- | ----------------------- | -------------- | -------------- | -------------- |
| I – LIII | 1927 – 1986 | No realizados           | No realizados  | No realizados  | No realizados  |
| LIV      | 1987        | Villach · ( Austria)    | URSS           | Estados Unidos | Italia         |
| LV       | 1988        | Ronse · ( Bélgica)      | Italia         | URSS           | Estados Unidos |
| LVI      | 1989        | Chambéry ( Francia)     | URSS           | Italia         | Francia        |
| LVII     | 1990        | Utsunomiya ( Japón)     | Países Bajos   | Estados Unidos | URSS           |
| LVIII    | 1991        | Stuttgart · ( Alemania) | Francia        | Países Bajos   | URSS           |
| LIX      | 1992        | Benidorm · ( España)    | Estados Unidos | Francia        | Rusia          |
| LX       | 1993        | Oslo · ( Noruega)       | Rusia          | Estados Unidos | Italia         |
| LXI      | 1994        | Agrigento · ( Italia)   | Rusia          | Lituania       | Estados Unidos |

#### Medallero histórico
- Hasta Agrigento 1994.

| Núm. | País           | Oro | Plata | Bronce | Total |
| ---- | -------------- | --- | ----- | ------ | ----- |
| 1    | Rusia          | 4   | 1     | 3      | 8     |
| 2    | Estados Unidos | 1   | 3     | 2      | 8     |
| 3    | Francia        | 1   | 1     | 1      | 3     |
| 3    | Italia         | 1   | 1     | 1      | 3     |
| 5    | Países Bajos   | 1   | 1     | 0      | 2     |
| 8    | Lituania       | 0   | 1     | 0      | 1     |
| 9    | Italia         | 0   | 0     | 1      | 1     |
|      | TOTAL          | 8   | 8     | 8      | 24    |

1. ↑  Incluye las medallas obtenidas por la URSS.

### Equipos profesionales[n 1]
| Núm.    | Año  | Sede                         | Oro | Plata | Bronce |
| ------- | ---- | ---------------------------- | --- | --- | --- |
| LXXIX   | 2012 | Valkenburg · ( Países Bajos) | Specialized-Lululemon · ( Alemania) · Trixi Worrack ( Alemania) · Ellen van Dijk ( Países Bajos) · Ina-Yoko Teutenberg ( Alemania) · Evelyn Stevens ( Estados Unidos) · Amber Neben ( Estados Unidos) · Charlotte Becker ( Alemania)     | Orica-AIS · ( Australia) · Linda Villumsen ( Nueva Zelanda) · Alex Rhodes ( Australia) · Melissa Hoskins ( Australia) · Loes Gunnewijk ( Países Bajos) · Shara Gillow ( Australia) · Judith Arndt ( Alemania)                                       | AA Drink-Leontien · ( Países Bajos) · Kirsten Wild ( Países Bajos) · Emma Pooley ( Reino Unido) · Sharon Laws ( Reino Unido) · Jessie Daams ( Bélgica) · Lucinda Brand ( Países Bajos) · Chantal Blaak ( Países Bajos)               |
| LXXX    | 2013 | Florencia · ( Italia)        | Specialized-Lululemon · ( Estados Unidos) · Trixi Worrack ( Alemania) · Lisa Brennauer ( Alemania) · Ellen van Dijk ( Países Bajos) · Evelyn Stevens ( Estados Unidos) · Carmen Small ( Estados Unidos) · Katie Colclough ( Reino Unido) | Rabobank-Liv Giant · ( Países Bajos) · Marianne Vos ( Países Bajos) · Annemiek van Vleuten ( Países Bajos) · Pauline Ferrand Prevot ( Francia) · Lucinda Brand ( Países Bajos) · Thalita de Jong ( Países Bajos) · Roxane Knetemann ( Países Bajos) | Orica-AIS · ( Australia) · Loes Gunnewijk ( Países Bajos) · Melissa Hoskins ( Australia) · Emma Johansson ( Suecia) · Shara Gillow ( Australia) · Amanda Spratt ( Australia) · Annette Edmondson ( Australia)                        |
| LXXXI   | 2014 | Ponferrada · ( España)       | Specialized-Lululemon · ( Estados Unidos) · Trixi Worrack ( Alemania) · Lisa Brennauer ( Alemania) · Chantal Blaak ( Países Bajos) · Evelyn Stevens ( Estados Unidos) · Carmen Small ( Estados Unidos) · Karol-Ann Canuel ( Canadá)      | Orica-AIS · ( Australia) · Jessie Maclean ( Australia) · Melissa Hoskins ( Australia) · Emma Johansson ( Suecia) · Valentina Scandolara ( Italia) · Amanda Spratt ( Australia) · Annette Edmondson ( Australia)                                     | Astana BePink · ( Italia) · Alison Tetrick ( Estados Unidos) · Silvia Valsecchi ( Italia) · Susanna Zorzi ( Italia) · Doris Schweizer ( Suiza) · Simona Frapporti ( Italia) · Alena Amialiusik ( Bielorrusia)                        |
| LXXXII  | 2015 | Richmond ( Estados Unidos)   | Velocio-SRAM · ( Alemania) · Alena Amialiusik ( Bielorrusia) · Lisa Brennauer ( Alemania) · Karol-Ann Canuel ( Canadá) · Barbara Guarischi ( Italia) · Mieke Kröger ( Alemania) · Trixi Worrack ( Alemania)                              | Boels-Dolmans · ( Países Bajos) · Elizabeth Armitstead ( Alemania) · Chantal Blaak ( Países Bajos) · Christine Majerus ( Luxemburgo) · Katarzyna Pawłowska ( Polonia) · Evelyn Stevens ( Estados Unidos) · Ellen van Dijk ( Países Bajos)           | Rabo-Liv · ( Países Bajos) · Lucinda Brand ( Países Bajos) · Thalita de Jong ( Países Bajos) · Shara Gillow ( Australia) · Roxane Knetemann ( Países Bajos) · Katarzyna Niewiadoma ( Polonia) · Anna van der Breggen ( Países Bajos) |
| LXXXIII | 2016 | Doha ( Catar)                | Boels-Dolmans · ( Países Bajos) · Evelyn Stevens ( Estados Unidos) · Elizabeth Deignan ( Reino Unido) · Chantal Blaak ( Países Bajos) · Ellen van Dijk ( Países Bajos) · Karol-Ann Canuel ( Canadá) · Christine Majerus ( Luxemburgo)    | Canyon-SRAM · ( Alemania) · Lisa Brennauer ( Alemania) · Trixi Worrack ( Alemania) · Elena Cecchini ( Italia) · Alena Amialiusik ( Bielorrusia) · Hannah Barnes ( Reino Unido) · Mieke Kröger ( Alemania)                                           | Cervélo–Bigla · ( Alemania) · Joëlle Numainville ( Canadá) · Lotta Lepistö ( Finlandia) · Stephanie Pohl ( Alemania) · Ashleigh Moolman-Pasio ( Sudáfrica) · Lisa Klein ( Alemania) · Ciara Horne ( Reino Unido)                     |
| LXXXIV  | 2017 | Bergen · ( Noruega)          | Sunweb · ( Países Bajos) · Lucinda Brand ( Países Bajos) · Leah Kirchmann ( Canadá) · Floortje Mackaij ( Países Bajos) · Coryn Rivera ( Estados Unidos) · Sabrina Stultiens ( Países Bajos) · Ellen van Dijk ( Países Bajos)             | Boels-Dolmans · ( Países Bajos) · Chantal Blaak ( Países Bajos) · Karol-Ann Canuel ( Canadá) · Megan Guarnier ( Estados Unidos) · Christine Majerus ( Luxemburgo) · Amy Pieters ( Países Bajos) · Anna van der Breggen ( Países Bajos)              | Cervélo-Bigla Pro Cycling · ( Alemania) · Stephanie Gaumnitz ( Alemania) · Lisa Klein ( Alemania) · Clara Koppenburg ( Alemania) · Lotta Lepistö ( Finlandia) · Cecilie Uttrup Ludwig ( Dinamarca) · Ashleigh Moolman ( Sudáfrica)   |
| LXXXV   | 2018 | Innsbruck · ( Austria)       | Canyon SRAM Racing · ( Alemania) · Hannah Barnes ( Reino Unido) · Elena Cecchini ( Italia) · Alice Barnes ( Reino Unido) · Trixi Worrack ( Alemania) · Lisa Klein ( Alemania) · Alena Amialiusik ( Bielorrusia)                          | Boels-Dolmans · ( Países Bajos) · Christine Majerus ( Luxemburgo) · Amalie Dideriksen ( Dinamarca) · Amy Pieters ( Países Bajos) · Karol-Ann Canuel ( Canadá) · Anna van der Breggen ( Países Bajos) · Chantal Blaak ( Países Bajos)                | Sunweb · ( Países Bajos) · Liane Lippert ( Alemania) · Pernille Mathiesen ( Dinamarca) · Coryn Rivera ( Estados Unidos) · Ellen van Dijk ( Países Bajos) · Lucinda Brand ( Países Bajos) · Leah Kirchmann ( Canadá)                  |

#### Medallero histórico
- Hasta Innsbruck 2018

| Núm. | País                                           | Oro | Plata | Bronce | Total |
| ---- | ---------------------------------------------- | --- | ----- | ------ | ----- |
| 1    | Specialized-Lululemon/Velocio-SRAM/Canyon-SRAM | 3   | 1     | 0      | 4     |
| 1    | Specialized-Lululemon                          | 2   | 0     | 0      | 2     |
| 3    | Boels-Dolmans                                  | 1   | 3     | 0      | 4     |
| 4    | Sunweb                                         | 1   | 0     | 1      | 2     |
| 5    | Orica-AIS                                      | 0   | 2     | 1      | 3     |
| 6    | Rabo-Liv                                       | 0   | 1     | 1      | 2     |
| 7    | Cervélo-Bigla                                  | 0   | 0     | 2      | 2     |
| 8    | Astana BePink                                  | 0   | 0     | 1      | 1     |
| 8    | AA Drink-Leontien                              | 0   | 0     | 1      | 1     |
|      | TOTAL                                          | 7   | 7     | 7      | 21    |